# Nigrisch-portugiesische Beziehungen
Die nigrisch-portugiesischen Beziehungen umfassen die bilateralen Beziehungen zwischen Niger und Portugal. Die Länder unterhalten seit 1975 direkte diplomatische Beziehungen.
Die Beziehungen zwischen dem frankophonen Niger und Portugal gelten als unbelastet, aber wenig intensiv. Es bestehen keine bedeutenden historischen oder politischen Berührungspunkte, außerhalb der Zusammenarbeit Nigers mit der EU und der gemeinsamen Arbeit in den UNO-Organen. Ihr bilateraler Handel ist auf niedrigem Niveau, wenn auch im Wachstum begriffen, und es bestehen keine gegenseitigen Auswanderergemeinden. Auf zivilgesellschaftlicher Ebene gibt es etwas mehr Beziehungen: so treten nigrische Musiker gelegentlich auch in Portugal auf, und portugiesische Hilfsorganisationen sind im Land aktiv, insbesondere die Assistência Médica Internacional (AMI), die bereits mehrfach Hilfsaktionen und Programme in Niger durchführte, mit ihrem umfangreichsten Engagement 2014.
Im Jahr 2020 waren zwei nigrische Staatsbürger in Portugal gemeldet, je einer im Großraum Lissabon und im Großraum Porto. 2019 waren keine Portugiesen konsularisch in Niger registriert.

## Geschichte
Die Geschichte Nigers und die Portugals berührten sich bis zum 20. Jahrhundert kaum: die portugiesischen Entdeckungsreisenden drangen seit dem 15. Jahrhundert nach Afrika vor, agierten jedoch überwiegend an der Küste entlang und trieben nur auf einigen Routen Handel ins Landesinnere. Mit dem islamischen, nach Osten orientierten Songhaireich im heutigen Niger bestanden dabei kaum Beziehungen.
Niger wurde französische Kolonie und erlangte 1960 seine Unabhängigkeit. Zum kolonialen Estado-Novo-Regime in Portugal entstanden dabei keine Beziehungen, insbesondere nach Ausbruch der Portugiesischen Kolonialkriege ab 1961. Ikhia Zodi, Nigers Minister für afrikanische Angelegenheiten, erklärte 1963, dass Niger keine Beziehungen zu Portugal unterhalten wolle, und verkündete ein Überflugverbot für portugiesische Flugzeuge. Der nigrische Staatspräsident Hamani Diori nutzte 1964 seine Rede zum vierten Jahrestag der Unabhängigkeit seines Landes, um Nigers strikte Befolgung der Boykottempfehlungen der Organisation für Afrikanische Einheit gegenüber Portugal zu erläutern.
Erst nach dem Ende der Diktatur mit der linksgerichteten Nelkenrevolution 1974 und dem anschließenden tiefgreifenden Wandel der Außenpolitik Portugals näherten sich beide Länder etwas an.

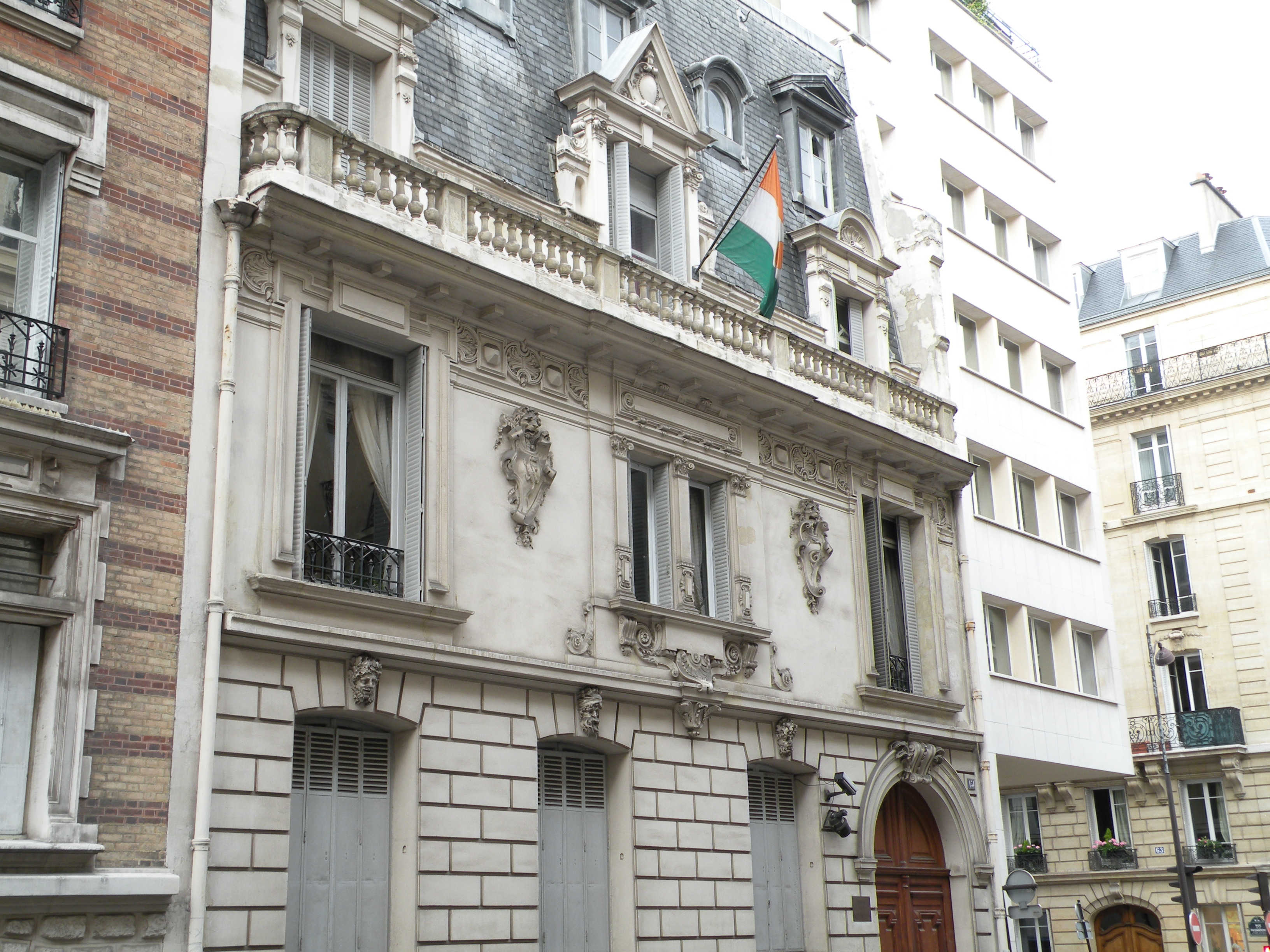
Die nigrische Botschaft in Paris. Seit Aufnahme der diplomatischen Beziehungen gehört Portugal zu ihrem Amtsbezirk.

Am 10. Juli 1975 nahmen Niger und Portugal direkte diplomatische Beziehungen auf. Gegenseitige Vertretungen richteten sie seither noch nicht ein. Die anhaltende innenpolitische Instabilität in Niger und die Priorität der portugiesischen Außenpolitik auf die portugiesischsprachigen Staaten Afrikas und enger verbundene Staaten Westafrikas verhinderten danach eine Intensivierung ihrer Beziehungen.
Die Verbindungsoffiziere der Portugiesischen Streitkräfte, die zuvor mit der Task Force Takuba in Mali stationiert waren, wurden nach der Einwilligung des nigrischen Parlaments Ende April 2022 dorthin verlegt, im Rahmen der europäischen Unterstützung des Landes im Kampf gegen islamistische Terrorgruppen in der Region.

## Diplomatie
Niger führt keine eigene Botschaft in Portugal, das Land wird vom nigrischen Botschafter in Paris betreut. Auch nigrische Konsulate sind in Portugal bisher nicht eingerichtet (Stand 2021).
Portugal unterhält ebenfalls keine eigene Botschaft in Niger, das Land gehört zum Amtsbezirk des portugiesischen Botschafters in Nigeria. Auch ein Konsulat hat Portugal aktuell nicht in Niger (Stand 2021).

## Wirtschaft

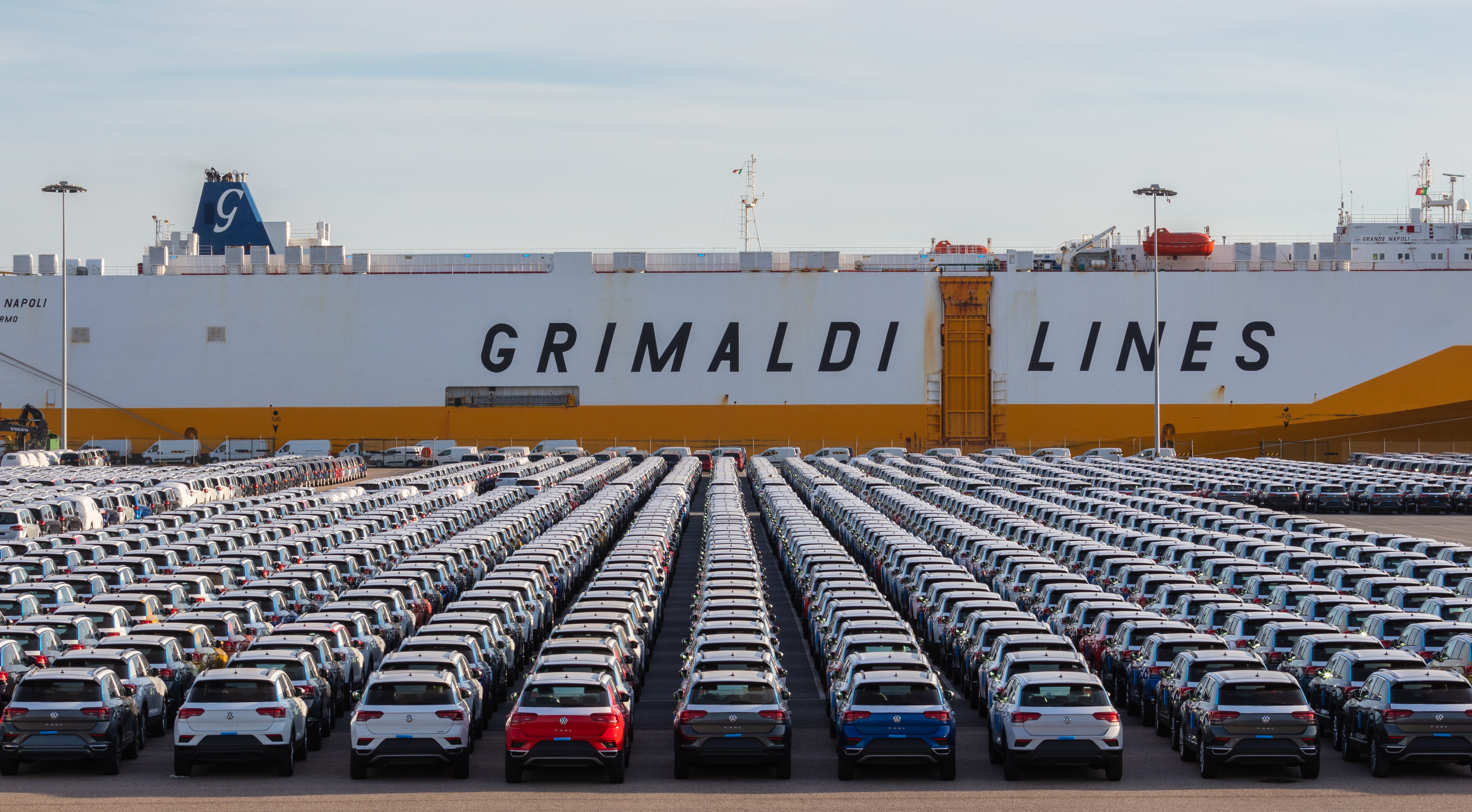
Verladung von Automobilen im Hafen von Setúbal: Fahrzeuge aus Portugal bestimmen den bilateralen Handel mit Niger, von wo gelegentliche Automobil-Rückimporte nach Portugal kommen.

Das Handelsvolumen zwischen Niger und Portugal belief sich im Jahr 2020 auf 4,815 Mio. Euro (2019: 9,817 Mio.; 2018: 1,123 Mio.; 2017: 3,005 Mio.; 2016: 1,411 Mio., 2015: 2,778, 2010: 0,126 Mio.: 2005: 0,362 Mio.), mit einem traditionell ganz überwiegenden Handelsbilanzüberschuss zu Gunsten Portugals von zuletzt (2020) 4,813 Mio. Euro (2019: 9,813 Mio.; 2018: 1,080 Mio.; 2017: 3,005; 2016: 1,411 Mio.; 2015: 2,778 Mio.; 2010: 0,094 Mio.; 2005: 0,247 Mio.).
Dabei importierte Niger Waren im Wert von 4,814 Mio. Euro aus Portugal, darunter 60,5 % Fahrzeuge, 18,6 % Maschinen und Geräte, und 11,7 % Textilien.
Portugal führte gleichzeitig aus Niger Waren im Wert von 1.000 Euro ein, ausschließlich Fahrzeuge.
Damit stand Niger im portugiesischen Außenhandel an 131. Stelle als Abnehmer und an 189. Stelle als Lieferant.
Die portugiesische Außenhandelskammer AICEP unterhält keine Niederlassung in Niger, das Land wird vom AICEP-Büro in der nigerianischen Hauptstadt Abuja betreut.

## Kultur

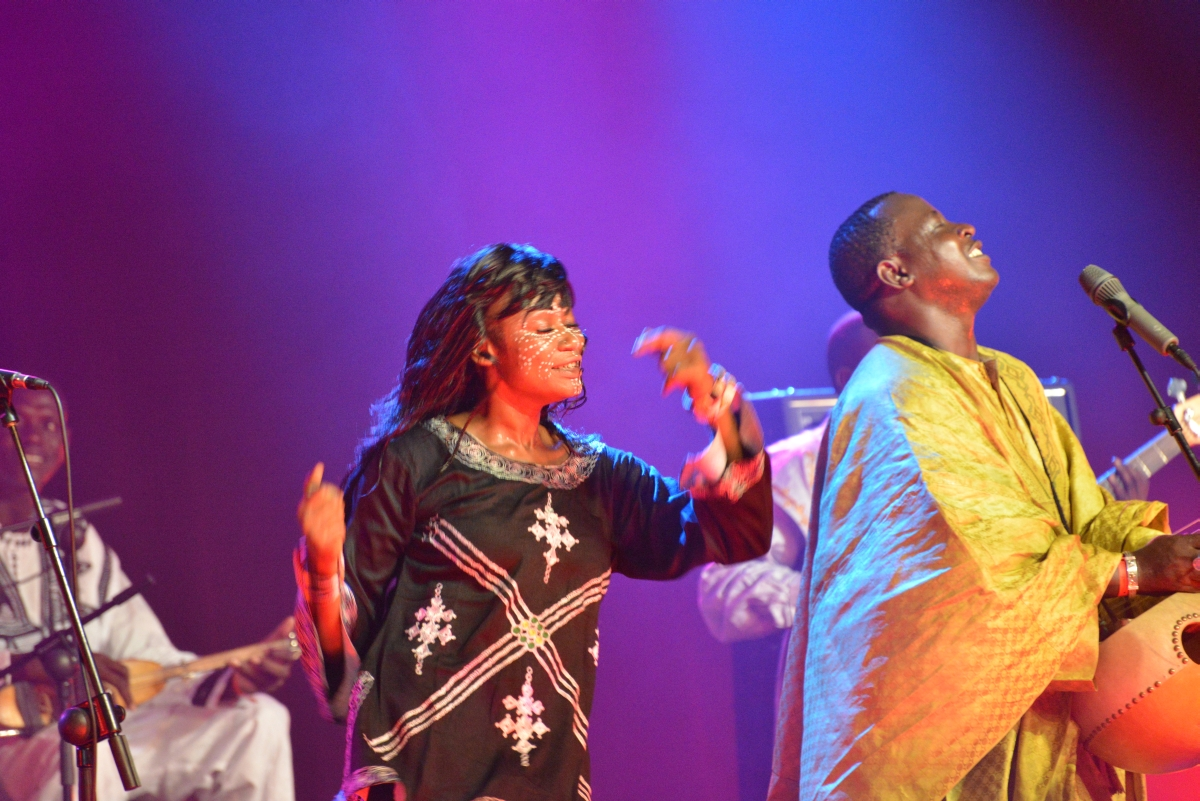
Mamar Kassey 2014 in den Niederlanden. Im gleichen Jahr trat die Gruppe auch im portugiesischen Sines auf.

Das portugiesische Kulturinstitut Instituto Camões ist in Niger nicht präsent und mangels gegenseitiger Vertretungen gibt es auch keinen von Botschaften initiierten Kulturaustausch.
Auf zivilgesellschaftlicher Ebene gibt es dagegen immer wieder Kontakte. Dabei treten etwa nigrische Musiker gelegentlich in Portugal auf, beispielsweise beim FMM-Weltmusikfestival in Sines, wo 2007 Etran Finatawa zu Gast waren, Bombino 2012 auftrat oder die Gruppe Mamar Kassey 2014 gastierte.

## Sport

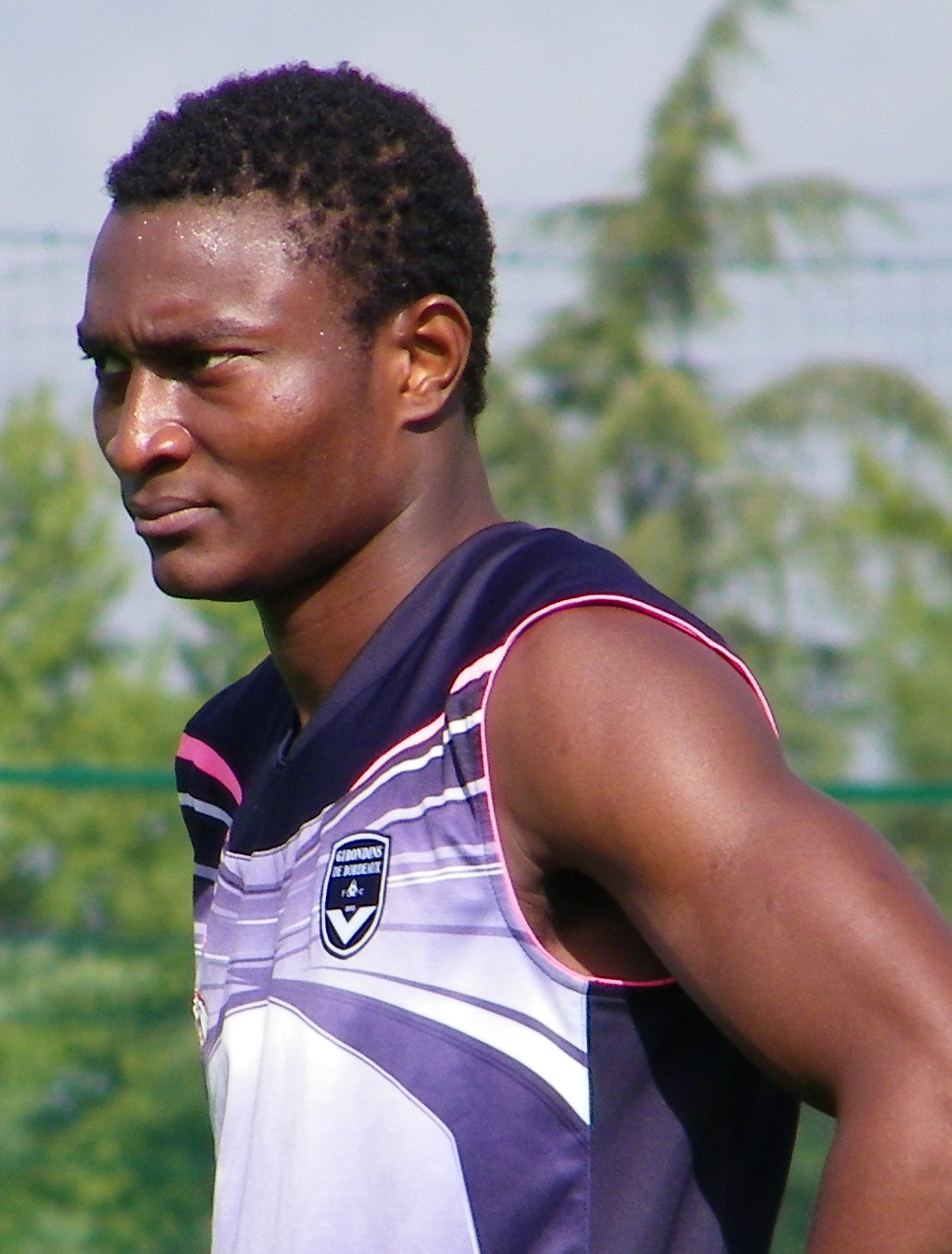
Der nigrische Nationalspieler Moussa Maâzou (2010). 2013 wechselte er zu Vitória Guimarães nach Portugal.

Die Nigrische Fußballnationalmannschaft und die Portugiesische Fußballauswahl der Männer sind bisher noch nicht aufeinander getroffen, auch die Nigrische und die Portugiesische Frauenelf haben bislang noch nicht gegeneinander gespielt (Stand April 2022).
Nigrische Fußballspieler laufen gelegentlich auch für portugiesische Klubs auf, darunter Nationalspieler wie Moussa Maâzou, der von 2013 bis 2014 erst für Vitória Guimarães und dann für Marítimo Funchal spielte, oder Abdoulaye Karim Doudou, der von 2017 bis 2018 für den Leixões SC auflief.